# Notturno in blu e oro - Il vecchio ponte di Battersea
Notturno in blu e oro – il vecchio ponte di Battersea (Nocturne: Blue and Gold – Old Battersea Bridge) è un dipinto del pittore americano James Abbott McNeill Whistler, realizzato nel 1872-1875 e conservato al Tate Britain di Londra.

## Descrizione

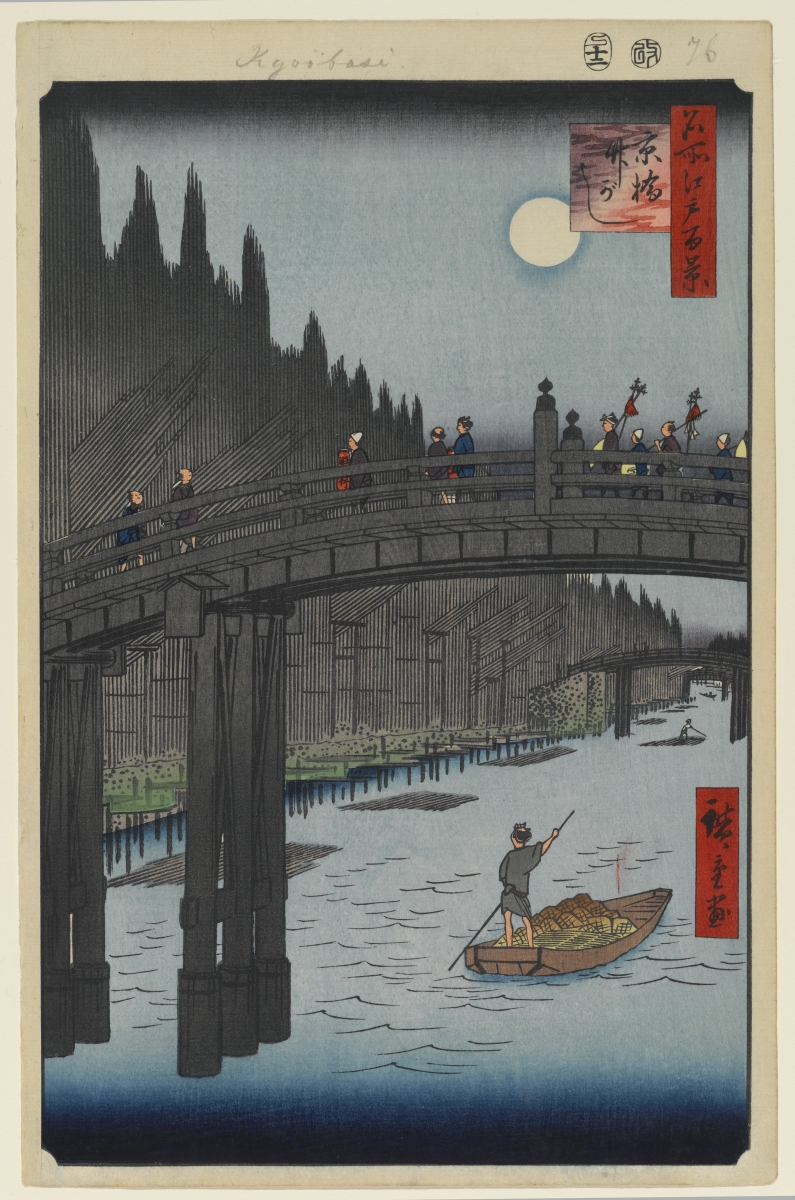
Hiroshige, La diga di bambù vicino al ponte di Kyōbashi

Il vecchio ponte di Battersea solcava il fiume Tamigi a livello del quartiere londinese omonimo. Si trattava di una struttura decadente, se non fatiscente, eppure godeva di una grandissima popolarità siccome era l'ultimo ponte di legno sopravvissuto nell'area della Grande Londra. A subire il fascino del vecchio ponte di Battersea vi furono numerosi artisti: tra i più rilevanti vale la pena J. M. W. Turner, Camille Pissarro, John Sell Cotman, Walter Greaves e John Atkinson Grimshaw.
Anche Whistler si è confrontato con questo tema, mosso dal desiderio di approfondire il suo rapporto con il Tamigi, fiume dal plurisecolare passato ma che in quegli anni era interessato da tumultuosi cambiamenti, come ad esempio la demolizione di ponti e la costruzione di nuovi, in modo da agevolare i trasporti e gli scambi commerciali. In questo dipinto Whistler sceglie un punto di vista eccentricamente basso e raffigura proprio uno dei mastodontici pilastri che sorreggono il ponte. Pochi altri dettagli completano l'opera: un barcaiolo che solca le acque inquiete del fiume, moderno Caronte londinese del XIX secolo, alcuni passanti sul ponte e infine il profilo del sobborgo di Chelsea. Riconosciamo, infatti, l'Albert Bridge e la chiesa di Chelsea. Nel cielo notturno di Londra danzano inoltre i fuochi d'artificio, rappresentati dal pittore per mezzo di un pulviscolo dorato. Il tempo scorre così come i flutti del fiume, ma Whistler riesce a catturare un attimo fuggente, irripetibile, carico di intensità, congelando questa tranche de vie notturna di Londra in un'immobilità incantata.

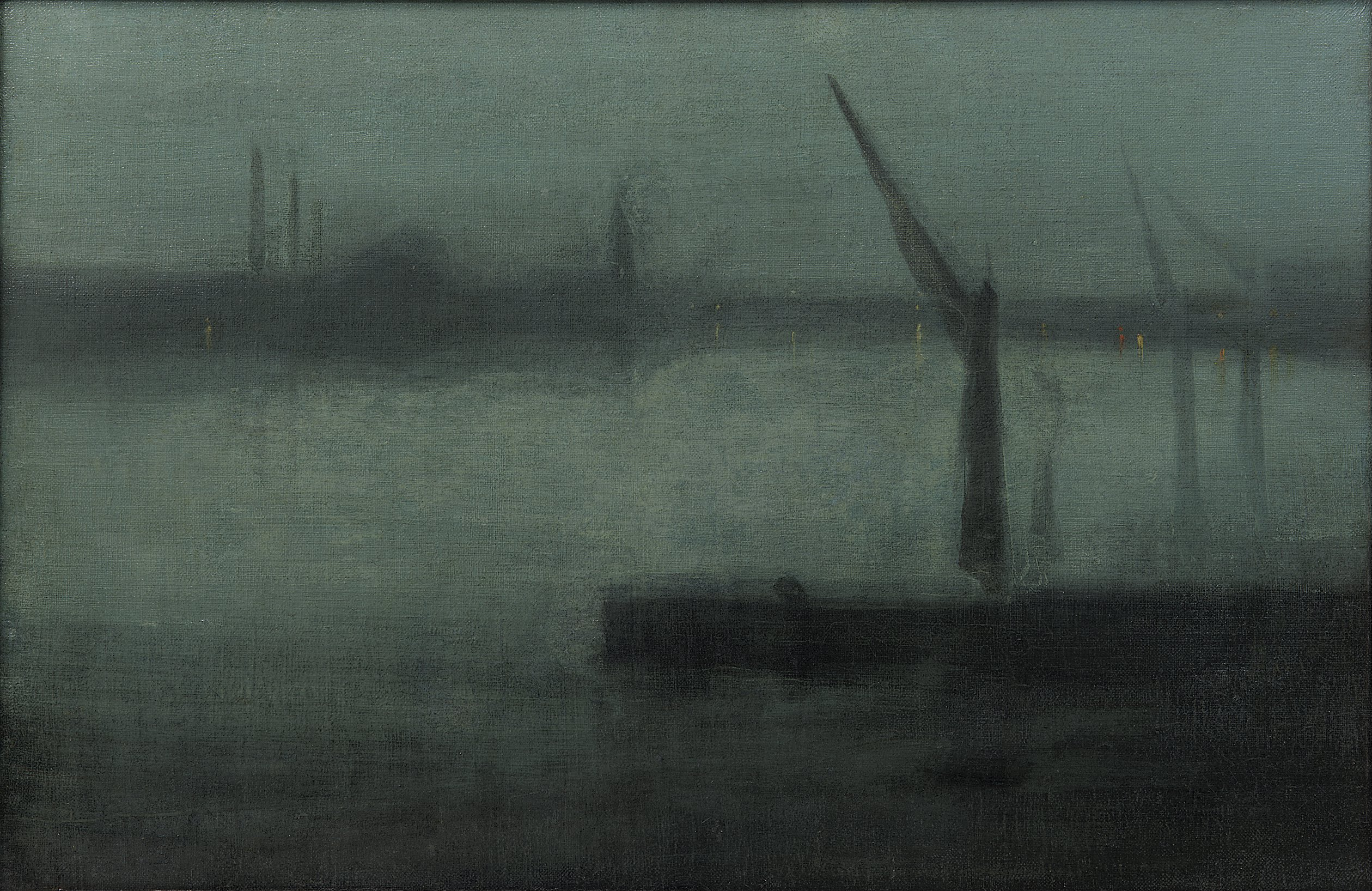
James Abbott McNeill Whistler, Notturno in blu e argento – Battersea (1870-1875); olio su tela, 49,9×72,3 cm, Freer Gallery of Art

In questo Notturno in blu e oro Whistler non è interessato a una registrazione rigorosamente naturalistica del ponte, né intende veicolare messaggi moralistici o etici. Egli, anzi, spoglia quest'opera d'arte da qualsiasi finalità utilitaristica o didascalica e, nel segno di un culto della bellezza, attribuisce un ruolo primario ai suoi valori estetici, esaltandoli con raffinati accordi di pochi colori, in questo caso il blu e l'oro (a ricordarcelo è lo stesso titolo, anch'esso privo di narrazione). Il gioco di colori e di forme azzardato in questo dipinto sembra quasi alludere all'esistenza di una realtà «altra», dove tutti gli elementi sono intimamente legati da corrispondenze evocative e allusive: Whistler, infatti, mira al congiungimento del codice espressivo artistico e del linguaggio musicale (a rivelarcelo è ancora una volta il titolo, dove leggiamo Notturno, termine musicologico assai conosciuto). In virtù della particolare significanza simbolica dei suoi orientamenti artistici, dunque, Whistler in questa tela restituisce un'immagine poco realistica, che tende quasi verso al geometrismo, suggerito dall'intreccio di linee orizzontali e verticali, parallele dunque ai margini del dipinto, con la sola eccezione del dorso del ponte, che con la sua diagonalità dà ritmo alla composizione.
Per la sobrietà formale della composizione Whistler deve molto al ricco repertorio delle stampe giapponesi, che in effetti ammirava molto. È infatti possibile individuare precise tangenze tra l'opera di Whistler e le stampe giapponesi, di tipo non solo tematico (ponti, steccati e altre strutture ingegneristiche geometricamente ben definite vi ricorrono infatti con grande assiduità) ma anche stilistico. «Nella mia opera» spiegò Whistler «lo stesso colore viene ripreso e variato continuamente, apparendo talvolta qua, talvolta là ... in questo modo i colori, nella loro globalità, faranno nascere una sublime armonia. Ammirate come i giapponesi hanno interiorizzato bene questo concetto». Anche l'elettrizzante presenza di vuoti ampissimi, insolita in una scena artistica che privilegiava composizioni brulicanti di dettagli, deve molto all'arte giapponese. La fonte iconografica più preziosa per la genesi di questo dipinto, infatti, è La diga di bambù vicino al ponte di Kyōbashi, la settantaseiesima veduta di Edo di Hiroshige. Significativa anche l'influenza di Horace Lecoq de Boisbaudran, pittore che suggeriva di «memorizzare le forme primarie della scena per poi trasportarle sulla tela». Il Notturno in blu ed oro, infatti, non appare come un'immagine reale, ma assume il carattere fantastico e remoto di un ricordo lontano, con il ponte stesso che sembra materializzarsi dalla romantica nebbia dei ricordi. Grazie al filtro della memoria Whistler elimina i dettagli superflui e si concentra su quello che è veramente essenziale.